# 马尔尚 (安省)
马尔尚（法語：Marchamp，法語發音：[maʁʃɑ̃]）是法国东部安省的一个市镇，属于贝莱区。

## 地理
马尔尚（45°46'42"N, 5°32'54"E）面积13.11 平方千米，位于法国奥弗涅-罗讷-阿尔卑斯大区安省，该省份为法国东部省份，北起汝拉省，西北接索恩-卢瓦尔省，西接罗讷省和里昂大都会，南至伊泽尔省，东与萨瓦省、上萨瓦省和瑞士接壤。
与马尔尚接壤的市镇（或旧市镇、城区）包括：昂布莱翁、布里奥尔、伊尼蒙、吕伊、隆普纳斯、塞洛纳兹。

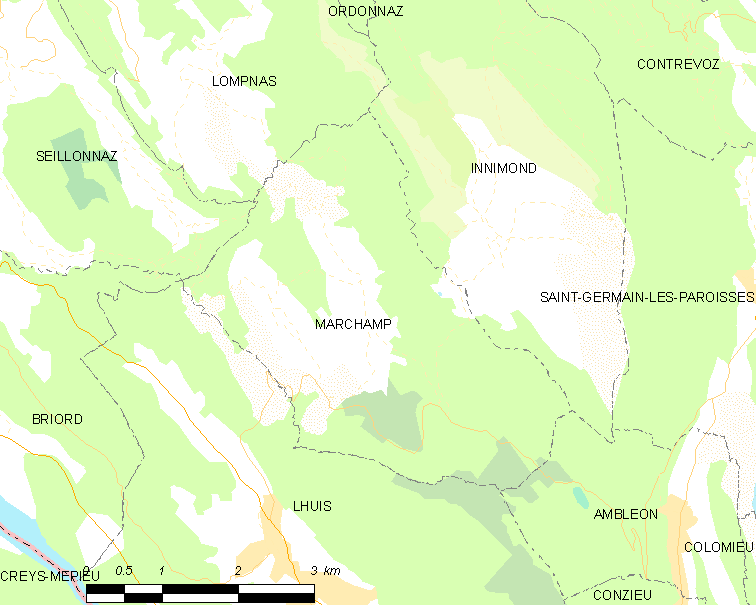
的OSM定位图

马尔尚的时区为UTC+01:00、UTC+02:00（夏令时）。

## 行政
马尔尚的邮政编码为01680，INSEE市镇编码为01233。

## 政治
马尔尚所属的省级选区为拉尼约县。

## 人口

1962-2008年间人口变化图示

马尔尚于2022年1月1日时的人口数量为135人。